# マルチェロ・アボンダンツァ
マルチェロ・アボンダンツァ（Marcello Abbondanza、1970年8月24日 - ）は、イタリアのバレーボール指導者。

## 来歴

### クラブチーム
チェゼーナ出身。1996年、イタリアセリエA1女子のOlimpia Teodora Ravennaのアシスタントコーチに就任。1998年、バレー・ベルガモのアシスタントコーチを務め、イタリアセリエA1リーグで優勝、欧州チャンピオンズリーグで2連覇を果たした。2003年、Robursport Volley Pesaroの監督に就任。2004/05シーズンのセリエA1リーグで4位、2005/06シーズンはリーグ3位に成績を押し上げた。2006/07シーズンからはPieralisi Jesiの監督としてセリエA1リーグで準優勝した。2008/09シーズンはセリエA2リーグのVolley 2002 Forlìの監督を務めた。2009/10シーズンからは3年間、GSOヴィッラ・コルテーゼの監督として3年連続でセリエA1リーグ準優勝、2012年の欧州チャンピオンズリーグ4位となった。2012/13シーズンはアゼルバイジャンのラビタ・バクーの監督を務め、スーパーリーグで優勝、欧州チャンピオンズリーグ準優勝へ導いた。2013/14シーズンから4年間はトルコリーグのフェネルバフチェの監督として、2014/15、2016/17シーズンのトルコリーグ優勝をはじめ、2度トルコカップで優勝へ導いた。2016年の欧州チャンピオンズリーグでは3位となった。2017/18シーズンはイタリアセリエA1のカザルマッジョーレの監督を務めた。2018/19シーズンはポーランドのGrupa Azoty Chemik Policeで監督を務め、プラスリーガ4位、ポーランドスーパーカップ準優勝した。2019/20シーズンはバレー・ベルガモの監督を務めた。2020/21シーズンはトルコリーグのトゥルク・ハヴァ・ヨラーリで監督を2年間務め、トルコリーグ3位へ導いた。2022/23シーズンからは韓国Vリーグの興国生命ピンクスパイダーズで監督を務め、韓国Vリーグ準優勝となった。

### 代表チーム
2011年、ブルガリア女子ナショナルチームの監督に就任。2012年のヨーロッパリーグで銀メダルを獲得した。2013年のワールドグランプリで初出場ながらもブラジル、日本などの強豪を破る健闘をみせ9位に入った。2017年、カナダ女子ナショナルチームの監督に就任。2018年のパンアメリカンカップで銅メダル獲得に導いた。同年の世界選手権に出場した。2022年にはギリシャ女子ナショナルチームの監督を務めた。

## 指導歴

### クラブチーム
- Olimpia Teodora Ravenna（1996-1997年） アシスタントコーチ
- バレー・ベルガモ（1998-2000年） アシスタントコーチ
- Robursport Volley Pesaro（2003-2006年）監督
- Pieralisi Jesi（2006-2008年）監督
- Volley 2002 Forlì（2008-2009年）監督
- GSOヴィッラ・コルテーゼ（2009-2012年）監督
- ラビタ・バクー（2012-2013年）監督
- フェネルバフチェ・ユニバーサル（2013-2017年）監督
- カザルマッジョーレ（2017-2018年）監督
- グルパ・アゾティ・チェミック・ポリツェ（2018-2019年）監督
- バレー・ベルガモ（2019-2020年）監督
- トゥルク・ハヴァ・ヨラーリ（2020-2022年）監督
- 興国生命ピンクスパイダーズ（2022年-）監督

### 代表チーム
- ブルガリア女子ナショナルチーム（2011-2014年）監督
- カナダ女子ナショナルチーム（2017-2018年）監督
- ギリシャ女子ナショナルチーム（2022年）監督